# Lijst van Thaise ministers van Financiën
Dit is een overzicht van de ministers van Financiën van Thailand.
| Periode                               | Minister                                      |
| ------------------------------------- | --------------------------------------------- |
| 10 december 1932 - 24 juni 1933       | Phya Manopakornnitithada                      |
| 24 juni 1933 - 22 september 1934      | Chao Phya Sridharmadhibes                     |
| 22 september 1934 - 1 augustus 1935   | Phya Manawarajasewi                           |
| 1 augustus 1935 - 12 februari 1936    | Phya Phaholphonphayuhasena                    |
| 12 februari 1936 - 21 december 1938   | Phya Chaiyayotsombat                          |
| 21 december 1938 - 17 december 1941   | Pridi Banomyong (1e keer)                     |
| 17 december 1941 - 2 augustus 1944    | Phao Plienlert Boribhandh Yutthakit (1e keer) |
| 2 augustus 1944 - 10 januari 1945     | Khuang Aphaiwong                              |
| 10 januari 1945 - 19 september 1945   | Leng Srisomwongsa                             |
| 19 september 1945 - 2 februari 1946   | Direk Jayanama                                |
| 2 februari 1946 - 24 maart 1946       | Phya Srivisaravaja                            |
| 24 maart 1946 - 24 augustus 1946      | Pridi Banomyong (2e keer)                     |
| 24 augustus 1946 - 11 november 1947   | Wichit Lulitanonta                            |
| 11 november 1947 - 15 april 1948      | Wiwatchai Jayanta (1e keer)                   |
| 15 april 1948 - 30 november 1948      | Wisut Donavanik                               |
| 30 november 1948 - 13 oktober 1949    | Wiwatchai Jayanta (2e keer)                   |
| 13 oktober 1949 - 18 juli 1950        | Plaek Pibulsongkram                           |
| 18 juli 1950 - 29 november 1951       | Phra Manuwimolsatra                           |
| 29 november 1951 - 8 december 1951    | Wichit Wichitwathakan                         |
| 8 december 1951 - 31 maart 1957       | Phao Plienlert Boribhandh Yutthakit (2e keer) |
| 31 maart 1957 - 23 september 1957     | Warakan Bancha                                |
| 23 september 1957 - 26 september 1957 | Pote Sarasin (1e keer)                        |
| 26 september 1957 - 10 februari 1959  | Serm Vinicchayakul (1e keer)                  |
| 10 februari 1959 - 1 mei 1959         | Choti Kunakasem                               |
| 1 mei 1959 - 11 december 1967         | Sunthorn Hongladarom                          |
| 11 december 1967 - 26 november 1971   | Serm Vinicchayakul (2e keer)                  |
| 26 november 1971 - 19 december 1972   | Pote Sarasin (2e keer)                        |
| 19 december 1972 - 16 oktober 1973    | Serm Vinicchayakul (3e keer)                  |
| 16 oktober 1973 - 27 mei 1974         | Boonma Wongsawan                              |
| 27 mei 1974 - 21 februari 1975        | Sommai Hoontrakul (1e keer)                   |
| 21 februari 1975 - 17 maart 1975      | Sawet Piamphongsanta (1e keer)                |
| 17 maart 1975 - 21 april 1976         | Boonchu Rojanastien                           |
| 21 april 1976 - 22 oktober 1976       | Sawet Piamphongsanta (2e keer)                |
| 22 oktober 1976 - 24 mei 1979         | Suphat Sutatum                                |
| 24 mei 1979 - 11 februari 1980        | Kriangsak Chomanan                            |
| 11 februari 1980 - 12 maart 1980      | Sommai Hoontrakul (2e keer)                   |
| 12 maart 1980 - 11 maart 1981         | Amnuay Viravan (1e keer)                      |
| 11 maart 1981 - 11 augustus 1986      | Sommai Hoontrakul (3e keer)                   |
| 11 augustus 1986 - 9 augustus 1988    | Suthee Singhasaneh (1e keer)                  |
| 9 augustus 1988 - 26 augustus 1990    | Pramual Sabhavasu                             |
| 26 augustus 1990 - 14 december 1990   | Virabongsa Ramangkul                          |
| 14 december 1990 - 23 februari 1991   | Banharn Silpa-archa                           |
| 6 maart 1991 - 18 juni 1992           | Suthee Singhasaneh (2e keer)                  |
| 18 juni 1992 - 29 september 1992      | Panas Simasathira                             |
| 29 september 1992 - 18 juli 1995      | Tarrin Nimmanahaeminda (1e keer)              |
| 18 juli 1995 - 28 mei 1996            | Surakiart Sathirathai                         |
| 28 mei 1996 - 15 oktober 1996         | Bodi Chunnananda                              |
| 15 oktober 1996 - 1 december 1996     | Chaiyawat Wibulswasdi                         |
| 1 december 1996 - 21 juni 1997        | Amnuay Viravan (2e keer)                      |
| 21 juni 1997 - 24 oktober 1997        | Thanong Bidaya (1e keer)                      |
| 24 oktober 1997 - 14 november 1997    | Kosit Panpiemras                              |
| 14 november 1997 - 18 februari 2001   | Tarrin Nimmanahaeminda (2e keer)              |
| 18 februari 2001 - 8 februari 2003    | Somkid Jatusripitak (1e keer)                 |
| 8 februari 2003 - 10 maart 2004       | Suchart Jaovisidha                            |
| 10 maart 2004 - 2 augustus 2005       | Somkid Jatusripitak (2e keer)                 |
| 2 augustus 2005 - 19 september 2006   | Thanong Bidaya (2e keer)                      |
| 8 oktober 2006 - 1 maart 2007         | Pridiyathorn Devakula                         |
| 8 maart 2007 - 6 februari 2008        | Chalongphob Sussangkarn                       |
| 6 februari 2008 - 9 september 2008    | Surapong Suebwonglee                          |
| 24 september 2008 - 2 december 2008   | Suchart Thada-Thamrongvech                    |
| 20 december 2008 - 9 augustus 2011    | Korn Chatikavanij                             |
| 9 augustus 2011 - 18 januari 2012     | Thirachai Phuvanatnaranubala                  |
| 18 januari 2012 - 7 mei 2014          | Kittiratt Na-Ranong                           |
| 31 augustus 2014 - 19 augustus 2015   | Sommai Phasee                                 |
| 19 augustus 2015 - 10 juli 2019       | Apisak Tantivorawong                          |
| 10 juli 2019 - 15 juli 2020           | Uttama Savanayana                             |
| 5 augustus 2020 - 1 september 2020    | Predee Daochai                                |
| 1 oktober 2020 - 1 september 2023     | Arkhom Termpittayapaisith                     |
| 1 september 2023 - 27 april 2024      | Srettha Thavisin                              |
| sinds 27 april 2024                   | Pichai Chunhavajira                           |